# Ducalis regiae lararium

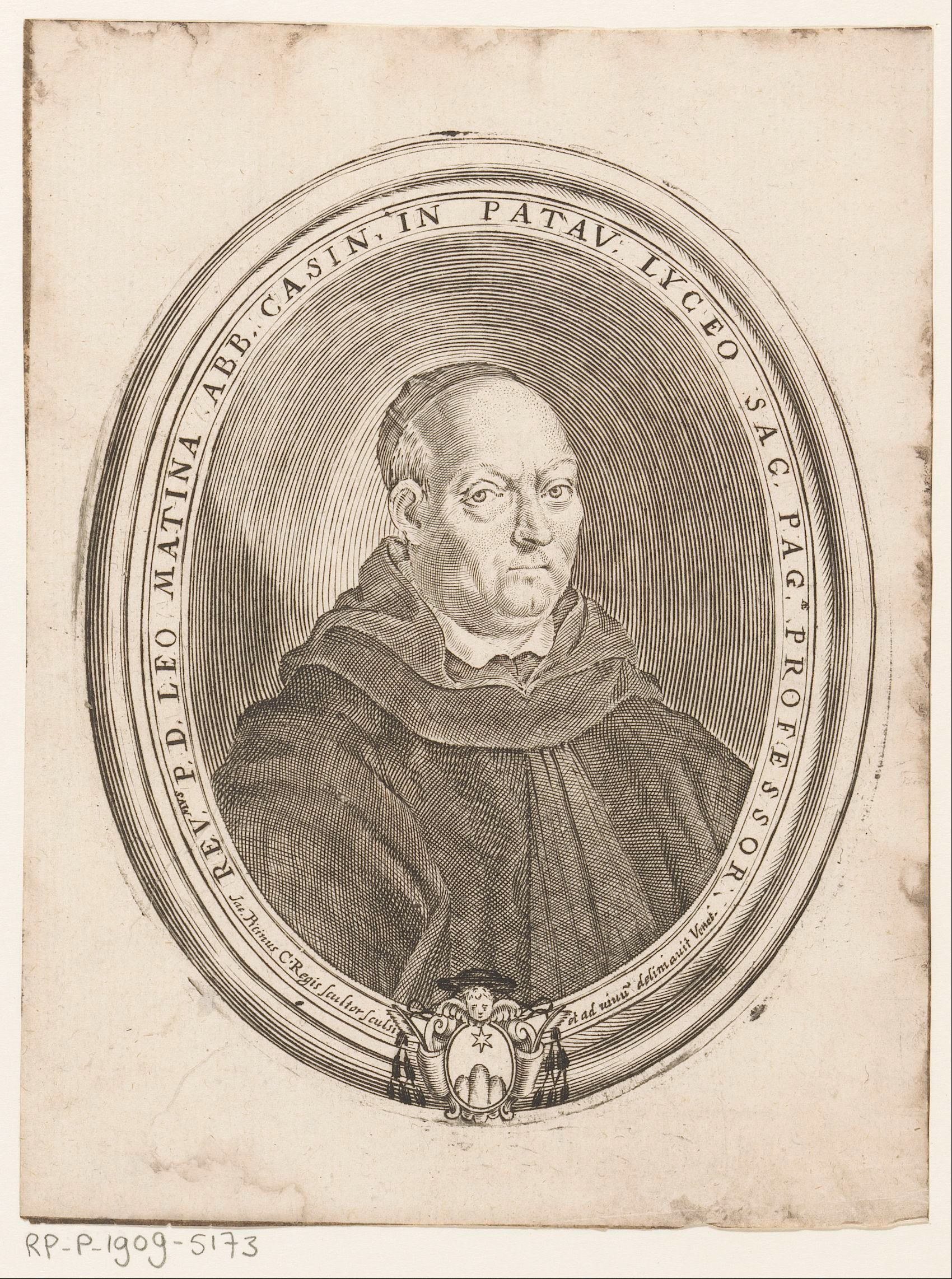
Porträt des Leone Matina in seiner eigenen Publikation, dem Ducalis regiae lararium

Unter dem Titel Ducalis regiae lararium publizierte Leone Matina, Benediktiner und Professor zu Padua, als erster Bildnisse von allen venezianischen Dogen. Dabei umfasste sein 1659 erschienenes Werk, obwohl das Aussehen der frühen Herrscher nicht bekannt ist, Porträts sämtlicher Dogen Venedigs vom späten 7. Jahrhundert bis in seine Zeit. Das Werk enthielt 103 solcher „Porträts“ und erschien bei Herzius in Padua. Dabei ergänzte Matina die Stiche mit knappen Elogen zur Bedeutung des jeweiligen Herrschers. Der Titel bezieht sich auf die römische Einrichtung der Lararien, die Hausaltare, in denen die Haus- und Schutzgötter verehrt wurden.

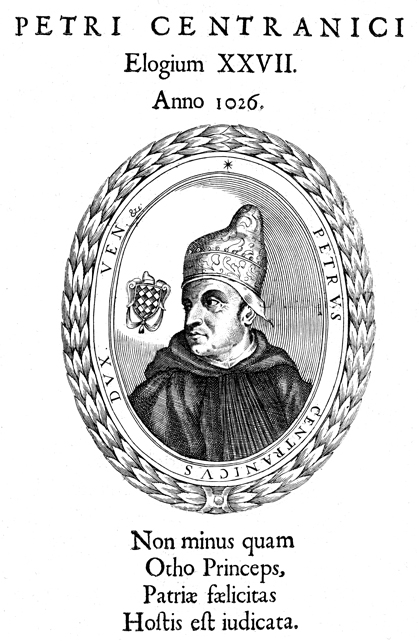
Eine der mehr als hundert Darstellungen im lararium, nämlich die des Dogen Pietro Centranigo

Das Werk wurde wohl schon unter dem Dogen Giovanni Pesaro fertiggestellt, den man damals zum 103. Dogen zählte, doch wurde es seinem Nachfolger Domenico II. Contarini gewidmet. In den meisten Kopien des Werkes fehlen die Seiten 325 und 326, auf denen sich der Autor selbst lobte, und zwar so sehr, dass der Senat diese Seiten entfernen ließ. Außerdem fehlt das Abbild des Dogen Giovanni Galbaio, in einigen Ausgaben erscheinen Bilder an der falschen Stelle.
Das Werk mit seinen „Bildnüssen“ wurde auch jenseits der Alpen wahrgenommen, wenn es auch gelegentlich kritisiert wurde, da es nichts „scharfsinniges“ biete.
Die Idee, die Dogen nicht nur in Form von Gemälden im Dogenpalast darzustellen, wie es seit dem Spätmittelalter üblich war, sondern auch in gedruckter Form, fand eine Reihe von Nachahmern, wie etwa Antonio Nani oder Emmanuele Antonio Cicogna.

## Matinas Dogenporträts
| Kupferstich                                    | Name des Dogen              | Regierungszeit |
| ---------------------------------------------- | --------------------------- | -------------- |
|                                                | Paulicius                   | 697–717        |
|                                                | Marcellus                   | 717–726        |
|                                                | Orso Ipato                  | 726–737        |
|                                                | Diodato Ipato               | 742–755        |
|                                                | Galla                       | 755–756        |
|                                                | Domenico Monegario          | 756–764        |
|                                                | Maurizio Galbaio            | 764–787        |
| fehlt im lararium                              | Giovanni Galbaio            | 787–804        |
|                                                | Obelerio Antenoreo          | 804–809        |
|                                                | Agnello Particiaco          | 809–827        |
|                                                | Giustiniano Particiaco      | 827–829        |
|                                                | Giovanni I. Particiaco      | 829–837        |
|                                                | Pietro Tradonico            | 836–864        |
|                                                | Orso I. Particiaco          | 864–881        |
|                                                | Giovanni II. Particiaco     | 881–887        |
|                                                | Pietro I. Candiano          | 887            |
|                                                | Pietro Tribuno              | 887–912        |
|                                                | Orso II. Particiaco         | 912–932        |
|                                                | Pietro II. Candiano         | 932–939        |
|                                                | Pietro Particiaco/Badoer    | 939–942        |
|                                                | Pietro III. Candiano        | 942–959        |
|                                                | Pietro IV. Candiano         | 959–976        |
|                                                | Pietro Orseolo              | 976–978        |
|                                                | Vitale Candiano             | 978–979        |
|                                                | Tribuno Memmo               | 979–991        |
|                                                | Pietro II. Orseolo          | 991–1009       |
| [ 6 ]                                          | Ottone Orseolo              | 1009–1026      |
|                                                | Pietro Centranigo/Barbolano | 1026–1032      |
|                                                | Domenico Flabanico          | 1032–1043      |
| [ 7 ]                                          | Domenico I. Contarini       | 1043–1071      |
|                                                | Domenico Silvo              | 1071–1084      |
|                                                | Vitale Falier               | 1084–1096      |
|                                                | Vitale Michiel I.           | 1096–1102      |
|                                                | Ordelaffo Falier            | 1102–1118      |
|                                                | Domenico Michiel            | 1118–1130      |
|                                                | Pietro Polani               | 1130–1148      |
|                                                | Domenico Morosini           | 1148–1156      |
| fehlt, bzw. mit falschem Dogen und Jahr belegt | Vitale Michiel II.          | 1156–1172      |
|                                                | Sebastiano Ziani            | 1172–1178      |
|                                                | Orio Mastropiero            | 1178–1192      |
|                                                | Enrico Dandolo              | 1192–1205      |
|                                                | Pietro Ziani                | 1205–1229      |
|                                                | Jacopo Tiepolo              | 1229–1249      |
|                                                | Marino Morosini             | 1249–1252      |
|                                                | Renier Zen                  | 1253–1268      |
|                                                | Lorenzo Tiepolo             | 1268–1275      |
|                                                | Jacopo Contarini            | 1275–1280      |
|                                                | Giovanni Dandolo            | 1280–1289      |
|                                                | Pietro Gradenigo            | 1289–1311      |
|                                                | Marino Zorzi                | 1311–1312      |
|                                                | Giovanni Soranzo            | 1312–1328      |
|                                                | Francesco Dandolo           | 1328–1339      |
|                                                | Bartolomeo Gradenigo        | 1339–1342      |
|                                                | Andrea Dandolo              | 1343–1354      |
| [ 8 ]                                          | Marino Falier               | 1354–1355      |
|                                                | Giovanni Gradenigo          | 1355–1356      |
|                                                | Giovanni Dolfin             | 1356–1361      |
|                                                | Lorenzo Celsi               | 1361–1365      |
|                                                | Marco Corner                | 1365–1368      |
|                                                | Andrea Contarini            | 1368–1382      |
|                                                | Michele Morosini            | 1382           |
|                                                | Antonio Venier              | 1382–1400      |
|                                                | Michele Steno               | 1400–1413      |
|                                                | Tommaso Mocenigo            | 1414–1423      |
|                                                | Francesco Foscari           | 1423–1457      |
|                                                | Pasquale Malipiero          | 1457–1462      |
|                                                | Cristoforo Moro             | 1462–1471      |
|                                                | Niccolò Tron                | 1471–1473      |
|                                                | Nicolò Marcello             | 1473–1474      |
|                                                | Pietro Mocenigo             | 1474–1476      |
|                                                | Andrea Vendramin            | 1476–1478      |
|                                                | Giovanni Mocenigo           | 1478–1485      |
|                                                | Marco Barbarigo             | 1485–1486      |
|                                                | Agostino Barbarigo          | 1486–1501      |
|                                                | Leonardo Loredan            | 1501–1521      |
|                                                | Antonio Grimani             | 1521–1523      |
|                                                | Andrea Gritti               | 1523–1538      |
|                                                | Pietro Lando                | 1539–1545      |
|                                                | Francesco Donà              | 1545–1553      |
|                                                | Marcantonio Trevisan        | 1553–1554      |
|                                                | Francesco Venier            | 1554–1556      |
|                                                | Lorenzo Priuli              | 1556–1559      |
|                                                | Gerolamo Priuli             | 1559–1567      |
|                                                | Pietro Loredan              | 1567–1570      |
|                                                | Alvise Mocenigo I.          | 1570–1577      |
|                                                | Sebastiano Venier           | 1577–1578      |
|                                                | Nicolò da Ponte             | 1578–1585      |
|                                                | Pasquale Cicogna            | 1585–1595      |
|                                                | Marino Grimani              | 1595–1605      |
|                                                | Leonardo Donà               | 1606–1612      |
|                                                | Marcantonio Memmo           | 1612–1615      |
|                                                | Giovanni Bembo              | 1615–1618      |
|                                                | Nicolò Donà                 | 1618           |
|                                                | Antonio Priuli              | 1618–1623      |
|                                                | Francesco Contarini         | 1623–1624      |
|                                                | Giovanni I. Corner          | 1625–1629      |
|                                                | Nicolò Contarini            | 1630–1631      |
|                                                | Francesco Erizzo            | 1631–1646      |
|                                                | Francesco Molin             | 1646–1655      |
|                                                | Carlo Contarini             | 1655–1656      |
|                                                | Francesco Corner            | 1656           |
|                                                | Bertuccio Valier            | 1656–1658      |
|                                                | Giovanni Pesaro             | 1658–1659      |
|                                                | Domenico II. Contarini      | 1659–1675      |